# توبی هاس
توبی هاس (به انگلیسی: Toby Huss) (زاده ۹ دسامبر ۱۹۶۶) بازیگر آمریکایی است. از فیلم‌های معروف او می‌توان به در دره خشونت، هنوز نفس می‌کشم، پایین پریسکوپ، دختر اسبی و روز دوست دختر اشاره کرد.